# آری-ماکس
آری-ماکس (فرانسوی: Harry-Max‎؛ ۲۳ نوامبر ۱۹۰۱ – ۱۳ مارس ۱۹۷۹) بازیگر اهل فرانسه بود.
از فیلم‌ها یا برنامه‌های تلویزیونی که وی در آن نقش داشته است، می‌توان به سرژ خوش‌تیپ و آقای ونسان اشاره کرد.